# 约恩·博罗夫斯基
约恩·博罗夫斯基（德語：Jörn Borowski，1959年1月15日—），德国男子帆船运动员。他曾代表东德参加1980年夏季奥林匹克运动会帆船比赛，联同埃格伯特·斯文松获得470级银牌。